# Flunk
Flunk ist eine Band aus Norwegen aus dem Bereich der elektronischen Musik. Flunk setzen dabei speziell auf ruhigere Klänge und lassen sich in ihrer Richtung eher dem Downbeat zuordnen. 

## Bandgeschichte
Die Band begann vor ihrer eigentlichen Gründung als kleines Projekt zwischen Nygaard und Bakke in Oslo in den Jahren 2000 und 2001. In der ersten Phase als Instrumentalband mit gesampleten Gesang auftretend, wurden sie im Winter 2001 vom Label Beatservice Records für einen Track auf einer Compilation engagiert. Nach Abschluss dieses Tracks wurden sie vom Label Manager Vidar Hanssen für ein komplettes Album engagiert.
Im Frühling 2002 gab sich die Band selbst den Namen Flunk und veröffentlichten unter diesem Namen ihre erste Single, ein Cover von New Orders Blue Monday. Der Song war relativ erfolgreich und erschien auf zahlreichen Compilations in den USA sowie in Europa. Im April 2002 wurde ihr Debütalbum For Sleepyheads Only veröffentlicht und erntete sehr gute Kritiken in Norwegen. Mit dem Erfolg dieses Albums wurden sie von der BBC zu der Radioshow The Blue Room auf Radio 1 eingeladen.
Im Sommer 2002 wurden mehrere britische Magazine für elektronische Musik auf die Band aufmerksam, was zu weiterem Erfolg führte. Im Juli gab es die erste Tour, wobei Flunk ebenfalls auf einigen Rock-Festivals auftraten. Während der Erfolg des Debütalbums im Jahre 2003 noch immer nicht abklang und der Vertrieb auch in Russland und Griechenland startete, arbeiteten Flunk weiter an ihrem zweiten Album, Morning Star. Es wurde im März 2004 fertiggestellt und im Mai zuerst in Norwegen, ab Juni in ganz Europa veröffentlicht. Knapp ein Jahr später folgte auch schon bald das dritte Album, Play America.
2007 wurde das nächste Album veröffentlicht. Im Mai 2009 ist das Album This Is What You Get erschienen, welches eine Coverversion des Songs Karma Police von Radiohead enthält. Im April 2013 veröffentlichte Flunk das Album Lost Causes.

## Diskografie

### Alben
- For Sleepyheads Only (2002)
- Treat Me Like You Do - For Sleepyheads Only Remixed (2003)
- Morning Star (2004)
- Personal Stereo (2007)
- This Is What You Get (2009)
- The Songs We Sing - Best Of 2002-2012 (2012)
- Lost Causes (2013)
- Deconstruction Time Again (2015)
- Cover Ups - The Home Recordings (2016)
- Chemistry And Math (2017)

### EPs
- Miss World (2002)
- Blue Monday Remixes (2002)
- Play America (2005)
- All Day and All of the Night Remixes (2005)
- KEXP Live Sessions (2006)
- Queen Of The Underground Remixes (2013)
- Blue Monday 2014 (2014)
- Blue Monday Live in Prague (2014)

### Singles
- Blue Monday (2002)
- On My Balcony (2004)
- Sanctuary (2013)
- TMTTUOT (2016)
- Outsiders (2017)
- Petrified (2017)